# Hrabstwo Fremont (Wyoming)

Piramida wieku hrabstwa

Hrabstwo Fremont (ang. Fremont County) – hrabstwo w stanie Wyoming w Stanach Zjednoczonych. Zajmuje powierzchnię całkowitą 23 999 km² i w 2000 roku liczyło 35 804 mieszkańców. Jego siedzibą administracyjną jest miasto Lander.

## Historia
Hrabstwo Fremont powstało w roku 1884. W sensie historycznym jest miejscem zamieszkiwania Indian z plemion Szoszonów i Arapaho i miejscem, w którym znajduje się Rezerwat Indian o nazwie Wind River.

## Geografia
Zgodnie z danymi U.S. Census Bureau, hrabstwo rozciąga się na powierzchni 23 999 km², z których zaledwie 218 km² (0.9%) stanowią wody. Najwyższym punktem hrabstwa jest Gannett Peak, najwyższy szczyt nie tylko w Wyomingu, ale we wszystkich trzech stanach Środkowych Rockies: Wyoming, Idaho i Montana. Jest to drugie co do wielkości (po hrabstwie Sweetwater, WY) hrabstwo we wszystkich sześciu górskich stanach USA. Przez południowy kraniec hrabstwa przebiega szlak oregoński, a w północno-zachodnim narożniku leży miejscowość Dubois, brama do parków narodowych Yellowstone i Grand Teton. Jakkolwiek siedzibą władz hrabstwa jest Lander, największą miejscowością jest Riverton), siedziba Central Wyoming College i centrum rozwoju gospodarczego regionu. Znaczna część zachodniej granicy hrabstwa przebiega wzdłuż kontynentalnego działu wodnego na grzbiecie pasma Wind River Gór Skalistych, znanego z wielkich kompleksów leśnych i największych lodowców w amerykańskich Rockies.

### Miasta
- Dubois
- Hudson
- Lander
- Pavillion
- Riverton
- Shoshoni

### CDP
- Arapahoe
- Atlantic City
- Boulder Flats
- Crowheart
- Ethete
- Fort Washakie
- Jeffrey City
- Johnstown

### Hrabstwa graniczące
- Hrabstwo Hot Springs – od północy
- Hrabstwo Washakie – od północnego wschodu
- Hrabstwo Natrona – od wschodu
- Hrabstwo Carbon – od południowego wschodu
- Hrabstwo Sweetwater – od południa
- Hrabstwo Sublette – od zachodu
- Hrabstwo Teton – od północnego zachodu
- Hrabstwo Park – od północnego zachodu